# Parafia św. Jana Chrzciciela w Grabowie
Parafia pw. Świętego Jana Chrzciciela w Grabowie – rzymskokatolicka parafia należąca do dekanatu Szczuczyn, diecezji łomżyńskiej, metropolii białostockiej.

## Historia
Parafia została erygowana w XVI wieku, przed 1425 r., przez biskupa płockiego Jakuba z Korzkwi. Erekcję odnowiono w 1592 r., ze względu na zwiększenie uposażenia przez Katarzynę z Ławskich Popielską.
W 2015 r. odszedł na emeryturę dotychczasowy proboszcz ks. Janusz Kubrak a zastąpił go dotychczasowy proboszcz parafii Wach ks. Stanisław Sutkowski.

## Zasięg parafii
Do parafii należą wierni z następujących miejscowości: Grabowo, Andrychy, Bagińskie, Ciemianka, Golanki, Grabowskie, Guty Podleśne, Stare Guty, Kamińskie, Konopki-Białystok, Konopki-Monety, Kowalewo, Łubiane, Łebki Duże, Łebki Małe, Marki, Przyborowo, Skroda Wielka, Surały, Świdry-Dobrzyce, Świdry Podleśne, Wiszowate i Żebrki. 

## Infrastrukura parafialna
Kościół parafialny
Kościół parafialny murowany pw. św. Jana Chrzciciela zbudowany w latach 1842-1845 za ks. Pawła Siennickiego z fundacji Feliksa Wagi i parafian, powiększony w 1937 o nawy boczne wg projektu Zygmunta Czaykowskiego za ks. Jana Bronowicza. W 1956 roku staraniem ks. Leona Ostalczyka dobudowano kaplice.
Plebania
Plebania klasycystyczna z 1859 r.